# Цянь Хунцзун
Цянь Хунцзун (кит.: 元弘倧; піньїнь: Qián Hóngzōng; 928–971) — четвертий правитель держави Уюе періоду п'яти династій і десяти держав.

## Життєпис
Був сином Цянь Юаньгуана. Зайняв трон після смерті свого брата Цянь Хунцзо.
Правив лише впродовж семи місяців. Був повалений у результаті повстання під проводом генерала Ху Цзіньси, який, здійснивши переворот, посадив на трон молодшого брата Цянь Хунцзуна Цянь Чу.